# Знайко, Евдокия Захаровна
Евдокия Захаровна Знайко, в девичестве — Корулько (укр. Євдокія Захарівна Знайко; 1925 год, село Александровка — 15 апреля 1988 года, село Александровка, Лубенский район, Полтавская область, УССР) — колхозница, звеньевая колхоза имени Ленина Лубенского района Полтавской области, Украинская ССР. Герой Социалистического Труда (1949).

## Биография
Родилась 25 января 1925 года в крестьянской семье в селе Александровка. Окончила семилетнюю школу в родном селе. С 1940 года трудилась в колхозе имени Кирова (позднее — имени Ленина) Лубенского района в селе Александровка. Во время оккупации была вывезена в Австрию, где работала на принудительных работах на военном заводе в городе Гросмитель. После возвращения на родину продолжила трудиться в колхозе имени Ленина. Работала разнорабочей, в 1946 году была назначена звеньевой полеводческого звена.
В 1953 году вступила в КПСС. В 1948 году звено Евдокии Корулько собрало в среднем по 31,2 центнера пшеницы с каждого участка площадью 20 гектаров. В 1949 году удостоена звания Героя Социалистического Труда «за получение высоких урожаев пшеницы, подсолнечника и волокна южной конопли при выполнении колхозом обязательных поставок контрактации по всем видам сельскохозяйственной продукции, натуроплаты за работу МТС в 1948 году и обеспеченности семенами всех культур для весеннего сева 1949 года».
Участвовала во всесоюзной выставке ВДНХ (1955—1956). В 1958 году полеводческое звено под руководством Евдокии Знайко собрало в среднем 45,6 центнеров кукурузы, по 340 центнеров сахарной свеклы и 17,4 центнеров конопли с каждого гектара. За эти выдающиеся трудовые достижения была награждена медалью «За трудовую доблесть».
Избиралась депутатом Полтавского областного Совета народных депутатов от Александровского избирательного округа № 95.
В 1960 году вышла на пенсию. Проживала в родном селе, где скончалась в 1988 году.

## Награды
- Герой Социалистического Труда — указом Президиума Верховного Совета СССР от 23 июня 1949 года
- Орден Ленина
- Медаль «За трудовую доблесть»
- Медаль «В ознаменование 100-летия со дня рождения Владимира Ильича Ленина»
- Золотая и серебряная медаль ВДНХ